# Nais inornata
Nais inornata är en svampart som beskrevs av Kohlm. 1962. Nais inornata ingår i släktet Nais och familjen Halosphaeriaceae.   Inga underarter finns listade i Catalogue of Life.